# Domus Isabellae

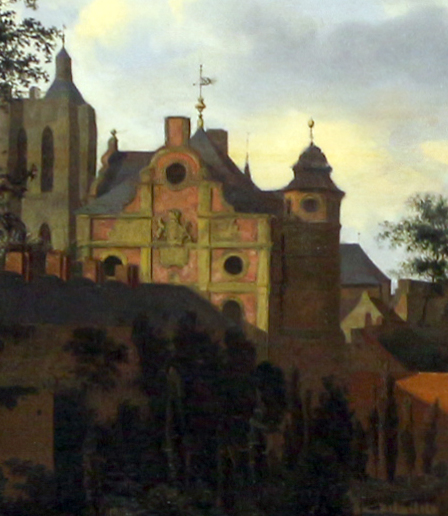
La Domus Isabellae vue du jardin du palais de Koudenberg (Jan van der Heyden, vers 1670). En arrière-plan la double tour de l'église Saint-Michel.

La Domus Isabellae (néerlandais : Isabellahuis) était le siège de la guilde des arbalétriers de Notre-Dame, l'une des cinq guildes armoiries de Bruxelles.
Le bâtiment, nommé d'après l'archiduchesse Isabelle, a été construit en 1625-1626 selon les plans de Jacob Franquart à proximité du palais du Coudenberg. Il fallut indemniser la guilde pour la construction de la rue Isabelle sur son son champ de tir, nécessaire pour relier le palais à l'église Saint-Michel. Dès 1607, une partie des premiers remparts de la ville avait été démolie à cet effet. Une tour fut conservée et transformée en escalier qui rendait la maison des corporations accessible depuis le jardin du palais. Au rez-de-chaussée se trouvaient les chambres du chef et du chambellan des arbalétriers. Au premier étage, il y avait une grande salle et diverses salles pour les banquets et les fêtes de la corporation et de la cour. L'archiduchesse elle-même vécut dans la maison jusqu'à sa mort.
À partir de 1754, la Librairie des Ducs de Bourgogne est hébergée dans la Domus Isabellae. Lors de la construction de la rue Royale à partir de 1777, Barnabé Guimard masque l'arrière de la Maison Isabelle, qui ne correspond pas à la nouvelle esthétique, avec un écran de verdure. Quelque temps plus tard, elle disparait définitivement : elle fut confisquée par le gouvernement français et vendue en 1796 pour construire un escalier allant de la rue Royale à la rue Isabelle. Cet « Escalier de la Bibliothèque » monumental fut endommagé lors de la Révolution belge de 1830 et reconstruit dix ans plus tard. Il fait toujours partie de l'actuelle rue Baron Horta. La Domus Isabellae était située au pied de ces escaliers. Ses solides voûtes de cave ont été démontées en 1909 lors de la construction de la liaison Nord-Sud.